# Norman Nielson
Norman Nielson (Johannesburg, 6 novembre 1928 – Derby, 1º gennaio 2002) è stato un calciatore sudafricano, di ruolo difensore.

## Caratteristiche tecniche
Era un difensore centrale.

## Carriera
Nel 1949, all'età di 21 anni, dopo aver giocato in patria con gli Arcadia Shepherds si trasferisce in Inghilterra al Charlton, club di prima divisione, con cui rimane in rosa per due stagioni consecutive giocando però solamente una partita di campionato (nella stagione 1949-1950). Successivamente nel 1951 passa al Derby County, sempre in prima divisione; gioca per un triennio con i Rams (con cui nella stagione 1953-1954 è però in seconda divisione, dopo la retrocessione dell'anno precedente), per un totale di 57 presenze ed 8 reti in partite di campionato (33 presenze ed una rete in prima divisione e 44 presenze e 7 reti in seconda divisione). Trascorre quindi un triennio al Bury, con cui tra il 1954 ed il 1957 gioca ulteriori 100 partite (con anche 5 reti segnate) sempre in seconda divisione, categoria nella quale dopo la retrocessione subita dai Quakers al termine della stagione 1956-1957 gioca invece 25 incontri con la maglia dell'Hull City nel corso della stagione 1957-1958, che è peraltro anche la sua ultima da professionista: gioca poi infatti ancora per alcuni anni con vari club inglesi, ma tutti in campionati semiprofessionistici.
In carriera ha totalizzato complessivamente 195 presenze e 13 reti nei campionati della Football League.